# Sollevamento pesi ai Giochi della XXXII Olimpiade
Le prove di sollevamento pesi ai Giochi della XXXII Olimpiade si sono svolte tra il 24 luglio e il 4 agosto 2021 al Tokyo International Forum. Il programma  ha previsto 14 eventi a cui hanno partecipato un totale di 196 atleti. Rispetto all'edizione precedente è stato eliminato un evento maschile, così da avere un numero uguale di eventi maschili e femminili, e le categorie di peso sono state modificate.

## Qualificazioni
Ogni comitato olimpico nazionale ha potuto far partecipare fino a otto atleti, quattro per genere. Il 28 giugno 2021 l'International Weightlifting Federation (IWF) ha rilasciato la lista dei qualificati.

## Calendario
| Uomini |       | 61 kg 67 kg |       |             | 73 kg |   |   | 81 kg 96 kg |       |              | 109 kg | +109 kg | 7  |
| Donne  | 49 kg |             | 55 kg | 59 kg 64 kg |       |   |   |             | 76 kg | 87 kg +87 kg |        |         | 7  |
| Totale | 1     | 2           | 1     | 2           | 1     | 0 | 0 | 2           | 1     | 2            | 1      | 1       | 14 |

|  | Finali |

## Podi

### Uomini
| Evento                   | Oro              | Perform. | Argento              | Perform. | Bronzo             | Perform. |
| fino a 61 kg (dettagli)  | Li Fabin         | 313      | Eko Irawan           | 302      | Igor Son           | 294      |
| fino a 67 kg (dettagli)  | Chen Lijun       | 332      | Luís Javier Mosquera | 331      | Mirko Zanni        | 322      |
| fino a 73 kg (dettagli)  | Shi Zhiyong      | 364      | Julio Mayora         | 346      | Rahmat Abdullah    | 342      |
| fino a 81 kg (dettagli)  | Lü Xiaojun       | 374      | Zacarías Bonnat      | 367      | Antonino Pizzolato | 365      |
| fino a 96 kg (dettagli)  | Fares El-Bakh    | 402      | Keydomar Vallenilla  | 387      | Anton Pliesnoi     | 387      |
| fino a 109 kg (dettagli) | Akbar Djuraev    | 430      | Simon Martirosyan    | 423      | Artūrs Plēsnieks   | 410      |
| oltre 109 kg (dettagli)  | Lasha Talakhadze | 488      | Ali Davoudi          | 441      | Man Asaad          | 424      |

### Donne
| Evento                  | Oro            | Perform. | Argento           | Perform. | Bronzo            | Perform. |
| fino a 49 kg (dettagli) | Hou Zhihui     | 210      | Mirabai Chanu     | 202      | Windy Aisah       | 194      |
| fino a 55 kg (dettagli) | Hidilyn Diaz   | 224      | Liao Qiuyun       | 223      | Zul'fija Činšanlo | 213      |
| fino a 59 kg (dettagli) | Kuo Hsing-chun | 236      | Polina Gurýeva    | 217      | Mikiko Andō       | 214      |
| fino a 64 kg (dettagli) | Maude Charron  | 236      | Giorgia Bordignon | 232      | Chen Wen-huei     | 230      |
| fino a 76 kg (dettagli) | Neisi Dajomes  | 263      | Katherine Nye     | 249      | Aremi Fuentes     | 245      |
| fino a 87 kg (dettagli) | Wang Zhouyu    | 270      | Tamara Salazar    | 263      | Crismery Santana  | 256      |
| oltre 87 kg (dettagli)  | Li Wenwen      | 320      | Emily Campbell    | 283      | Sarah Robles      | 282      |

## Medagliere
| Pos.   | Paese           | Oro | Argento | Bronzo | Totale |
| ------ | --------------- | --- | ------- | ------ | ------ |
| 1      | Cina            | 7   | 1       | 0      | 8      |
| 2      | Ecuador         | 1   | 1       | 0      | 2      |
| 3      | Georgia         | 1   | 0       | 1      | 2      |
| 3      | Taipei cinese   | 1   | 0       | 1      | 2      |
| 5      | Canada          | 1   | 0       | 0      | 1      |
| 5      | Filippine       | 1   | 0       | 0      | 1      |
| 5      | Qatar           | 1   | 0       | 0      | 1      |
| 5      | Uzbekistan      | 1   | 0       | 0      | 1      |
| 9      | Venezuela       | 0   | 2       | 0      | 2      |
| 10     | Indonesia       | 0   | 1       | 2      | 3      |
| 10     | Italia          | 0   | 1       | 2      | 3      |
| 12     | Rep. Dominicana | 0   | 1       | 1      | 2      |
| 12     | Stati Uniti     | 0   | 1       | 1      | 2      |
| 14     | Armenia         | 0   | 1       | 0      | 1      |
| 14     | Colombia        | 0   | 1       | 0      | 1      |
| 14     | Gran Bretagna   | 0   | 1       | 0      | 1      |
| 14     | India           | 0   | 1       | 0      | 1      |
| 14     | Iran            | 0   | 1       | 0      | 1      |
| 14     | Turkmenistan    | 0   | 1       | 0      | 1      |
| 20     | Kazakistan      | 0   | 0       | 2      | 2      |
| 21     | Giappone        | 0   | 0       | 1      | 1      |
| 21     | Lettonia        | 0   | 0       | 1      | 1      |
| 21     | Messico         | 0   | 0       | 1      | 1      |
| 21     | Siria           | 0   | 0       | 1      | 1      |
| Totale | Totale          | 14  | 14      | 14     | 42     |